# 阿莱讷莱欧布尔丹
阿莱讷莱欧布尔丹（法語：Hallennes-lez-Haubourdin，法語發音：[alɛn le(z‿)obuʁdɛ̃]，意为“欧布尔丹附近的阿莱讷”）是法国上法兰西大区北部省的一个市镇，属于里尔区和里尔欧洲都会区。

## 地理
阿莱讷莱欧布尔丹（50°36'48"N, 2°57'34"E）面积4.35 平方千米，位于法国上法蘭西大區北部省，该省份为法国最北部的省份及最长的省份，西北濒北海，西接加来海峡省，南至埃纳省和索姆省，东与比利时接壤。
与阿莱讷莱欧布尔丹接壤的市镇（或旧市镇、城区）包括：昂格洛、桑特、瑟克丹、博康-利尼、埃尔坎盖姆勒塞克、埃科贝克、欧布尔丹。
阿莱讷莱欧布尔丹的时区为UTC+01:00、UTC+02:00（夏令时）。

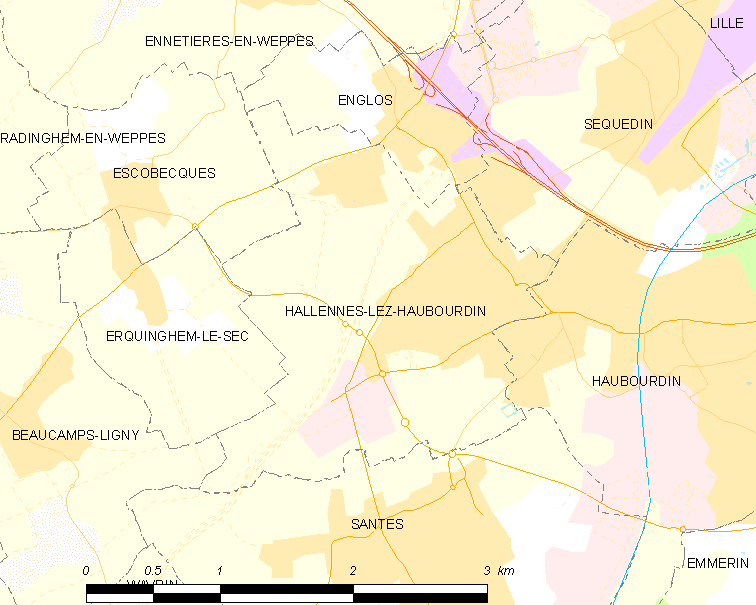
阿莱讷莱欧布尔丹的OSM定位图

## 行政
阿莱讷莱欧布尔丹的邮政编码为59320，INSEE市镇编码为59278。

## 政治
阿莱讷莱欧布尔丹所属的省级选区为里尔第六县。

## 人口

1962-2008年间阿莱讷莱欧布尔丹人口变化图示

阿莱讷莱欧布尔丹于2022年1月1日时的人口数量为4739人。